# Kristoffer II av Baden-Rodemachern

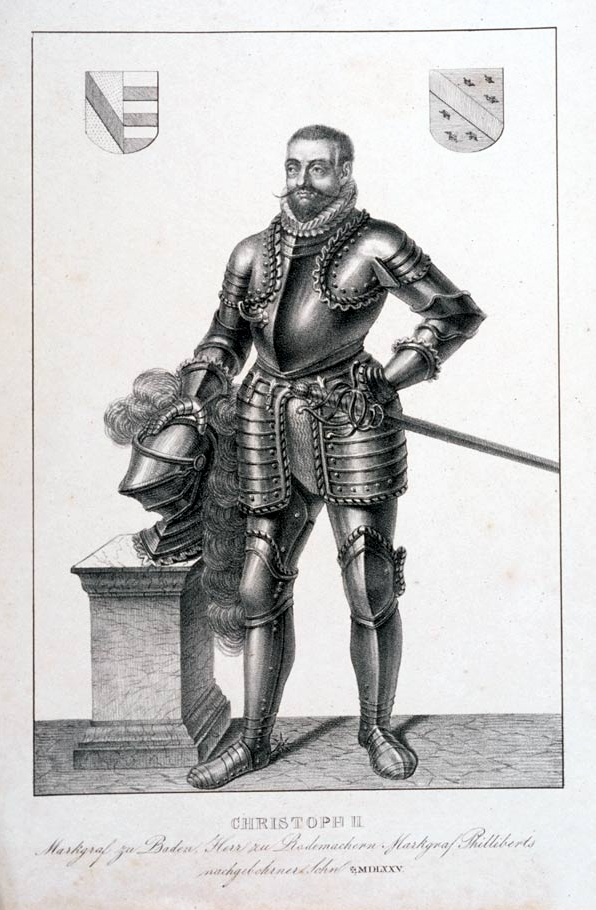
Kristoffer II av Baden-Rodemachern.

Markgreve Kristoffer II av Baden-Rodemachern född 26 februari 1537 och död 2 augusti 1575 på Ösel.
Kristoffer var yngre son till Bernhard III av Baden-Baden och Franciska av Luxemburg, grevinna av Brienne och Luxemburg. Kristoffer gifte sig 1564 med Gustav Vasas dotter Cecilia Vasa.
Barn:
1. Edvard Fortunatus av Baden